# Karlholmsbruk
Karlholmsbruk is een plaats in de gemeente Tierp in het landschap Uppland en de provincie Uppsala län in Zweden. De plaats heeft 1187 inwoners (2005) en een oppervlakte van 235 hectare.

## Verkeer en vervoer
Bij de plaats loopt de Riksväg 76.